# Emmanuel d’Orléans, duc de Vendôme

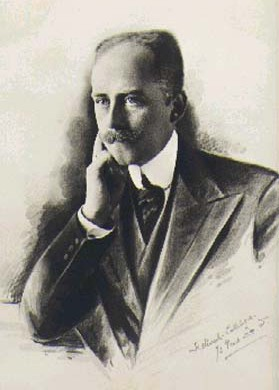
Emmanuel d’Orléans

Philippe Emmanuel Maximilien Marie Eudes d’Orléans, duc de Vendôme (* 18. Januar 1872 in Meran; † 1. Februar 1931 in Cannes) war ein französischer Prinz aus dem Haus Orléans und durch Heirat Mitglied des belgischen Königshauses.

## Leben
Emmanuel d’Orléans war der Sohn von Ferdinand d’Orléans, duc d’Alençon und seiner Ehefrau Sophie in Bayern.
Im Jahre 1891 heiratete er heimlich in  morganatischer Ehe Louise de Maillé de la Tour Landry (1873–1893), sie starb einen Tag nach der Geburt des gemeinsamen Sohnes: Philippe (1893–1955) ⚭ 1928 Elisabeth Mirou Mah Nedjid Khanuhii.
Er heiratete am 12. Februar 1896 in Brüssel Prinzessin Henriette von Belgien, die Tochter des Prinzen Philipp von Belgien (1837–1905) und der Marie von Hohenzollern-Sigmaringen (1845–1912). Aus dieser Ehe gingen vier gemeinsame Kinder hervor:
- Marie Louise (1896–1973) ⚭ 1916–1925 Philippe de Bourbon (1885–1949), Prinz von Neapel-Sizilien
- Sophie Josephine (1898–1928), unverheiratet.
- Geneviève Marie (1901–1983) ⚭ Antoine, Marquis de Chaponay-Morance (1893–1956)
- Charles Philippe (1905–1970) ⚭ Margaret Watson (1899–1993)

Im Jahr 1926 leitete er ein archäologisches Team, das im Dorf Roquebillière im Departement Alpes-Maritimes eine Ausgrabung durchführte, wobei mehrere römische Gräber mit seltenen Juwelen, Vasen und Kunstgegenständen gefunden wurden.
Emmanuel d’Orléans starb am 1. Februar 1931 unerwartet an einer Erkältung in Cannes im Alter von 59 Jahren. Er ruht in der Grabkapelle der Familienangehörigen des Hauses Orléans, der Chapelle royale Saint-Louis in Dreux.